# Stazione di Hergiswil Matt
La stazione di Hergiswil Matt è una stazione ferroviaria della linea del Brünig a servizio dell'area residenziale settentrionale dell'omonimo comune del canton Nidvaldo.
È gestita dalla Zentralbahn (ZB).

## Strutture ed impianti

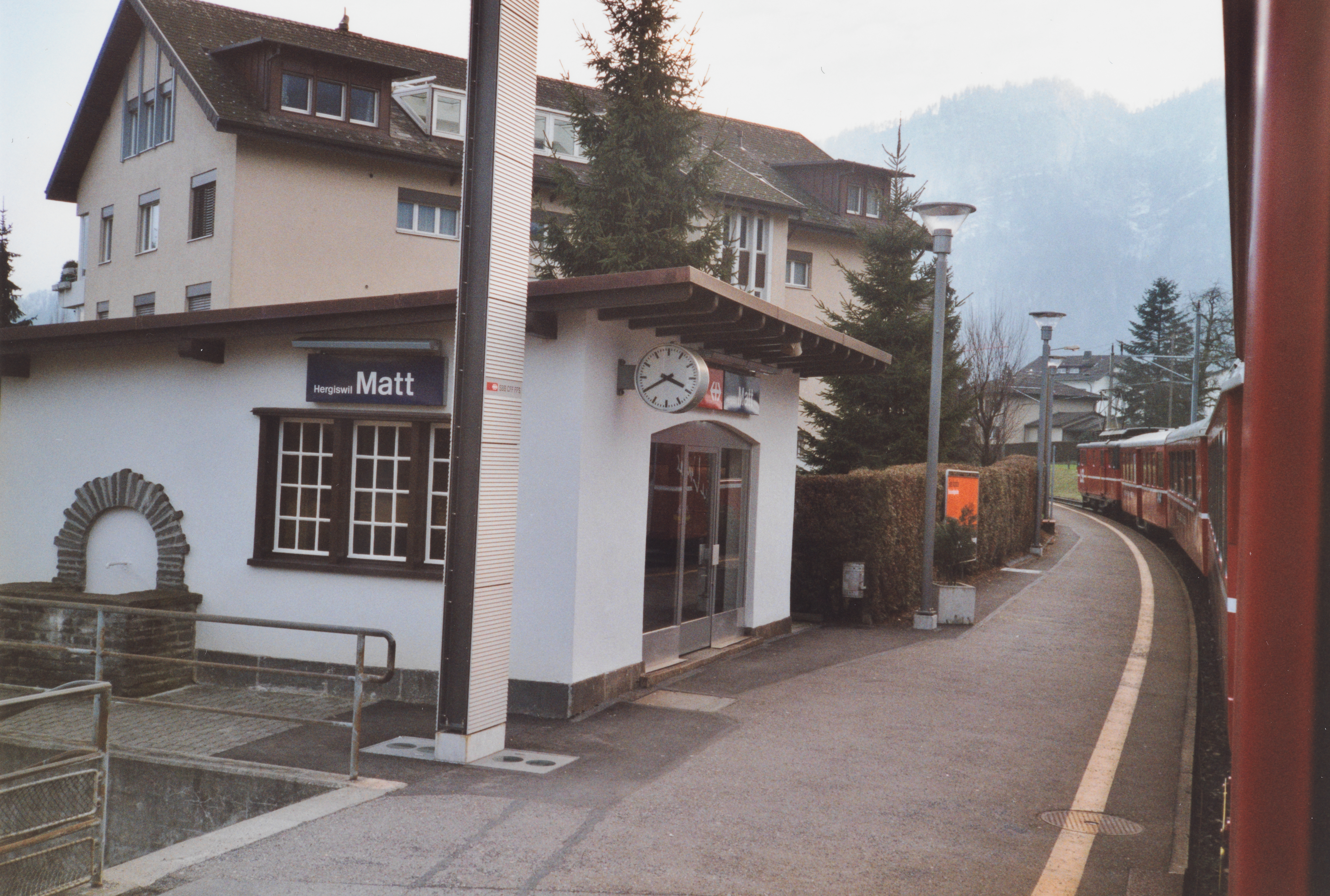
Il fabbricato viaggiatori nel 2004

In origine era presente un piccolo fabbricato viaggiatori in muratura, situato presso il primo binario.
Il piazzale è composto dai due binari di corsa della linea ferroviaria, quindi a scartamento ridotto da 1000 mm. L'accesso ai viaggiatori è garantito da due banchine, collegate tra loro da un sottopassaggio.
In direzione della stazione di Hergiswil, termina il doppio binario della ferrovia del Brünig.

## Movimento

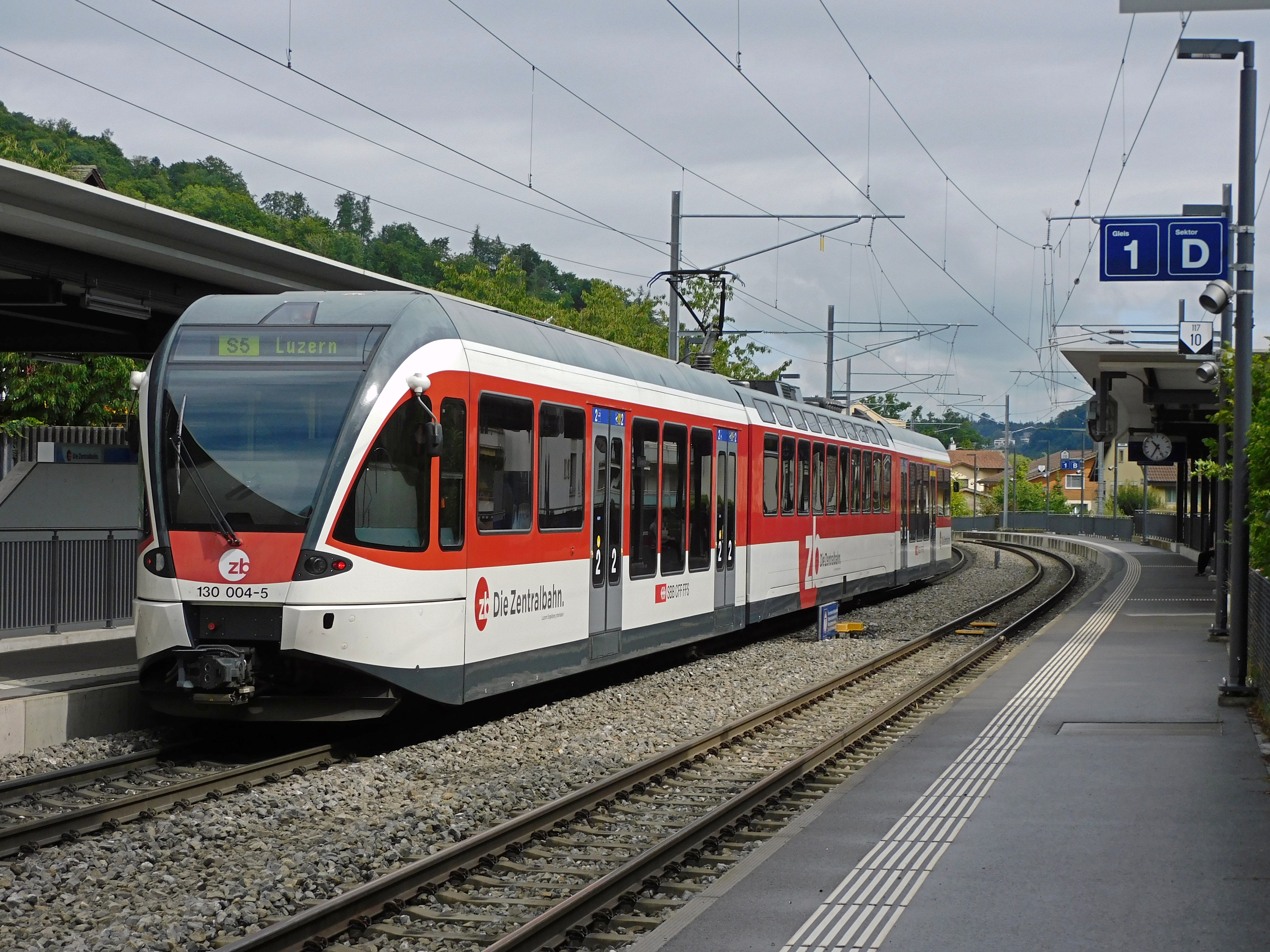
L'ADe 130.004 in servizio sulla S5 in direzione di Lucerna

La stazione è servita da due linee della rete celere di Lucerna:
- la S4 (Lucerna-Wolfenschiessen)
- la S5 (Lucerna-Giswil)

## Servizi
- Biglietteria automatica
- Servizi igienici